# Cumbia del sureste

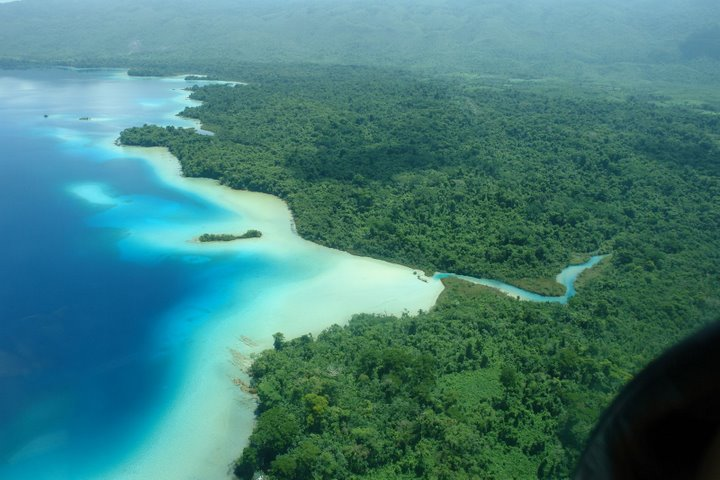
Selva Lacandona, región de arraigo de la chunchaca.

La cumbia del sureste o Chunchaca, es una variante del subgénero Cumbia mexicana, ritmo musical reconocido en la región que abarca los estados selváticos de Veracruz, Tabasco, Campeche, Chiapas, Yucatán, Quintana Roo y algunas regiones de Oaxaca, en la cual predomina el uso de saxofones (generalmente el Saxofón soprano) y sintetizador es principalmente como gestoras del compás, aunque ocasionalmente toman protagonismo las trompetas y el arpa. La menor de las veces se utiliza el sintetizador para emular los sonidos de un acordeón y la guitarra eléctrica. Como base de las percusiones es utilizada una batería acústica y las tumbadoras, es decir, se deja parte del sonido orquestal y se combina con los de los instrumentos electrónicos sin llegar a ser una tecnocumbia.
Daniel Villalobos, excantante del grupo "Chucho Pinto y sus Kassino" (hoy "Los Kassino de Chucho Pinto") y actual cantante solista del grupo "Daniel Villalobos y su Grupo" (antes "Daniel Villalobos y su grupo arroz") la define como:

Es un ritmo, un estilo muy peculiar de los músicos veracruzanos, que nos identifica a donde quiera que vamos a tocar, nos dicen, usted es de Veracruz, nos identifican, respetable (sic) y que les nace a los músicos veracruzanos

## Semblanza

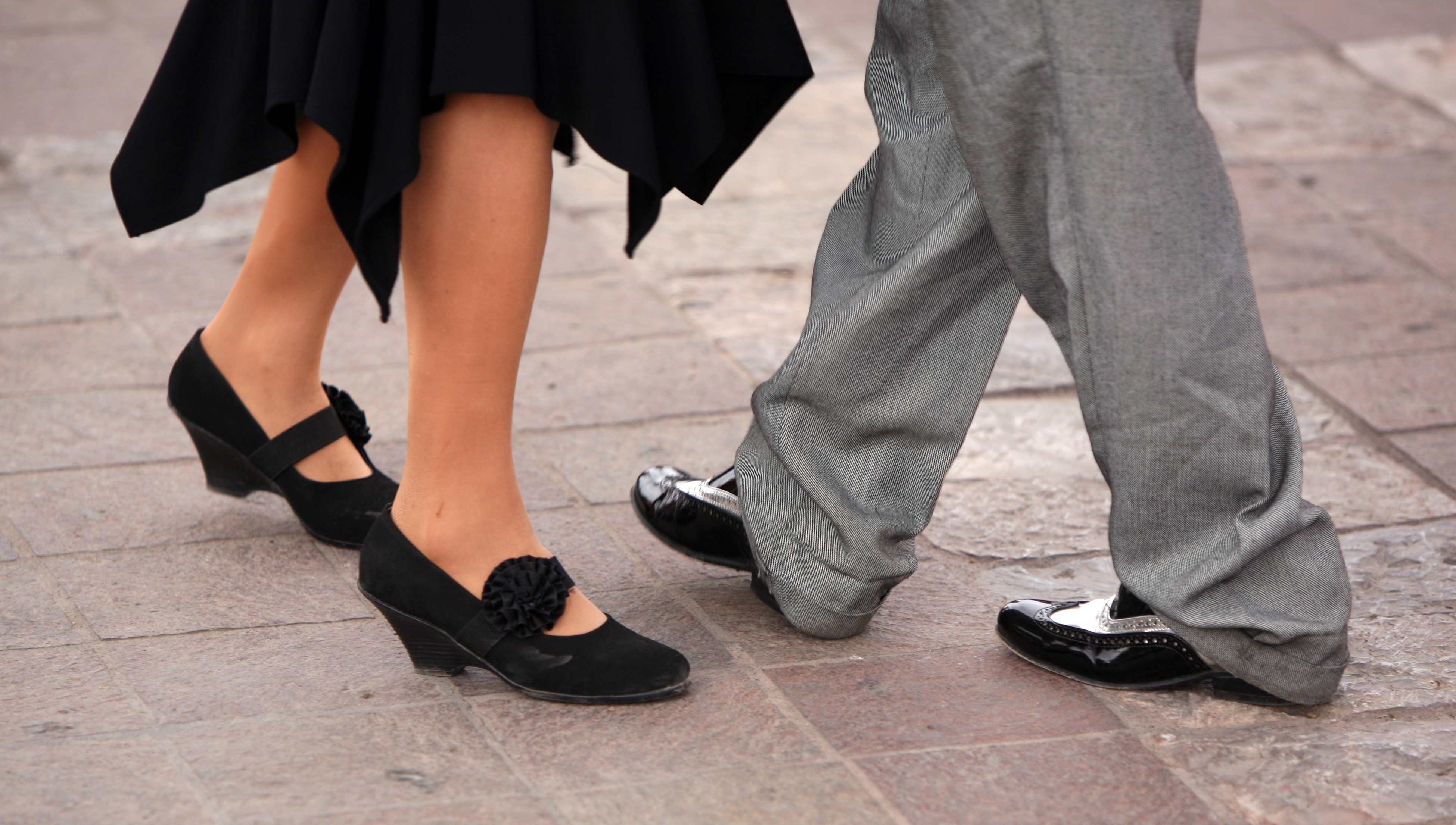
La forma de baile de la chunchaca es heredada en parte del Danzón popular en la región desde principios del.

En la región sureste de México, principalmente Veracruz, predominaban los ritmos tropicales provenientes de la isla de Cuba pero tomó mayor arraigo el Danzón cuya interpretación era hecha con diversos instrumentos de vientos de metal, y de raspado los cuales también fueron usados con el tiempo para interpretación de la cumbia llegada en la década de los años 60 junto con el rock, con el cual también se combinó en esta región del páis.
Si bien no hay exactamente un inicio del estilo, el mismo si se fue consolidando a lo largo del tiempo diferenciándose claramente de lo hecho en la cumbia sureña (Oaxaca y Guerrero), en la cumbia tropical (Ciudad de México) o en la cumbia norteña (Nuevo León y Tamaulipas), la misma como se mencionó utiliza principalmente saxofones como estilo, un güiro u ocasionalmente guacharaca con estilo suave o débil al oído ya que el compás es marcado principalmente por el Hi hat (platillo doble) de la batería acústica cuyos Tom-Tom y Caja orquestal marcan los cambios, paros y complementos de la cumbia del sureste, esto en sustitución de los timbales.
La cumbia del sureste tiene la mayor parte de las ocasiones letras cómicas, de vivencias románticas o con líricas que invitan al baile, fiesta y jolgorio, esto debido a que toda la región norte del sureste mexicano cuenta con sendas playas en las cuales se realizan eventos musicales en las expo-ferias y fiestas patronales en las cuales se inspiran muchas líricas que usan esta música, años más adelante no se combinó con ningún otro ritmo y siguió su camino propio, aunque ocasionalmente se llegó a mezclar con merengue y guarachas, tiene mayor popularidad a la de otros ritmos nacionales y extranjeros.
Una de las primeras agrupaciones de la región fueron los Socios del Ritmo, Chucho Pinto y sus Kassino (hoy Los Kassino de Chucho Pinto) así como el Grupo Los Joao, quienes interpretaban música versátil, de diversos géneros, pero que al interpretar cumbia lo hacían con una dotación instrumental distinta a las de otras partes del país, dando un sonido de cumbia muy particular en la región que peyorativamente algunas veces es referida como "chunchaca" que es derivado del sonido por el bajo y güiro que imponen este ritmo musical.
Llegan a la escena musical otras agrupaciones, formadas principalmente en poblados pequeños del Estado de Veracruz, que definirían el estilo, como Junior Klan (Piedras Negras, 1972), Los Flamers (Veracruz, 1964), 7 Latinos (brujitos de Catemaco) Super Class, Super Show de los Vaskez (Acayucan, 1973), Super Lamas (Actopan, 1981), Nativo Show (Paso de Ovejas, 1978), Los Zempvers (Zempoala, 1970), Rigo Domínguez y su Grupo Audaz (hoy Grupo Audaz de Rigo Domínguez), Jívaro Show, Master Kumbia, entre muchos otros, la mayoría ya con una senda, larga y exitosa carrera musical.
EL ritmo de cumbia del sureste o chunchaca a lo largo del tiempo se fue combinando con otros ritmos, principalmente el rock y el merengue, uno de los exponentes más prolíficos de la cumbiarengue (cumbia con merengue y jarabes tabasqueños) fue Chico Che que originalmente deseaba ser un músico de rock, fue uno de los grandes exponentes de la música tropical del sureste que le llevó a la TV, entrevistas con Jacobo Zabludowsky y alternar en películas mexicanas como "Huele a gas" con Rafael Inclán.
Los años 80 fueron los más exitosos de este ritmo musical, donde varias de estas agrupaciones realizaron grandes giras no solo en México, si no también al centro y sur de América, otros incluso llegaron a realizar conciertos en Tailandia, gran influencia musical tuvieron éstas agrupaciones que se llegó a adoptar el estilo musical al que también se le llama "Chunchaca" en gran parte de Centroamérica, gracias a diversas radiodifusoras del sur del páis que transmiten a esa región, principalmente en Nicaragua y El Salvador donde René Alonso y su Banda Lasser gozan de singular popularidad con el estilo de cumbia mexicana, pero es que a partir de los años 90 fue decayendo su presencia en el resto del país regresando a ser de nueva cuenta muy popular solo en la región sureste, músicos como 'Alfredo "El pulpo" y sus Teclados', Luis Kazanova y su fuerza tropical, entre otros aún mantienen vivo el singular ritmo de la chunchaca de manera totalmente electrónica.

## Las nuevas generaciones
Actualmente se está consolidando un movimiento de grupos musicales formados por personas que vivieron sus infancias durante el apogeo de la Chunchaca en los 80, quienes la fusionan con otros ritmos como el Son Jarocho, el Ska, el Reggae y el Hip Hop; entre los representantes de esta nueva generación de música tropical tenemos a las agrupaciones: Los Aguas Aguas, Soflama Cumbia Ensemble, El Rey Malacopa y Club Bahía.